# Нокс, Дебора
Де́бора (Де́бби) Нокс (англ. Deborah "Debbie" Knox; род. 26 сентября 1968, Данфермлин, Файф) — шотландская и британская кёрлингистка и тренер по кёрлингу.
В составе женской сборной Великобритании участница зимних Олимпийских игр 2002 (олимпийские чемпионы) и 2006 (заняли пятое место); также участница демонстрационного турнира по кёрлингу на зимних Олимпийских играх 1992. В составе женской сборной Шотландии участница чемпионатов мира (лучший результат — четвёртое место в 2000 году) и Европы (лучший результат — четвёртое место в 1993 и 2006 годах). Двукратная чемпионка Шотландии среди женщин. В составе юниорской женской сборной Шотландии участница юниорского чемпионата Европы 1987. Чемпионка Шотландии среди юниоров.
В «классическом» кёрлинге (команда из четырёх человек одного пола) в основном играла на позициях третьего.
В 2002 вместе со всей женской командой олимпийских чемпионов по кёрлингу была удостоена титула члена Ордена Британской империи (англ. MBE, Member of the Most Excellent Order of the British Empire).

## Достижения
- Зимние Олимпийские игры: золото (2002).
- Чемпионат Шотландии по кёрлингу среди женщин: золото (1992, 1999).
- Чемпионат Шотландии по кёрлингу среди юниоров: золото (1987).

## Команды
| Сезон   | Четвёртый     | Третий          | Второй           | Первый          | Запасной                 | Тренер                   | Турниры                       |
| ------- | ------------- | --------------- | ---------------- | --------------- | ------------------------ | ------------------------ | ----------------------------- |
| 1986—87 | Wendy Howden  | Susan Tarvet    | Дебби Нокс       | Julie Stevenson |                          |                          | ЧШЮ 1987 · ЧЕЮ 1987 (5 место) |
| 1991—92 | Джеки Локхарт | Дебора Нокс     | Джудит Стобби    | Уэнди Белл      | Изобель Торранс мл.      | Питер Лаудон             | ЗОИ 1992 (демо) (6 место)     |
| 1991—92 | Джеки Локхарт | Дебора Нокс     | Уэнди Белл       | Джудит Стобби   | Изобель Торранс мл. (ЧМ) | Питер Лаудон             | ЧШЖ 1992 · ЧМ 1992 (5 место)  |
| 1993—94 | Джеки Локхарт | Дебора Нокс     | Уэнди Белл       | Джудит Стобби   |                          | Питер Лаудон             | ЧЕ 1993 (4 место)             |
| 1998—99 | Дебора Нокс   | Изобель Ханнен  | Уэнди Белл       | Джудит Стобби   | Энн Лэрд (ЧМ)            | Алекс Ф. Торранс         | ЧШЖ 1999 · ЧМ 1999 (10 место) |
| 1999—00 | Рона Мартин   | Маргарет Мортон | Фиона Макдональд | Джанис Уотт     | Дебора Нокс              | Рассел Кейллер           | ЧМ 2000 (4 место)             |
| 2001—02 | Рона Мартин   | Дебора Нокс     | Фиона Макдональд | Джанис Рэнкин   | Маргарет Мортон          | Рассел Кейллер           | ЧЕ 2001 (6 место) · ЗОИ 2002  |
| 2005—06 | Рона Мартин   | Келли Вуд       | Джеки Локхарт    | Линн Кэмерон    | Дебора Нокс              | Рассел Кейллер, Майк Хэй | ЧЕ 2005 (5 место)             |
| 2005—06 | Рона Мартин   | Джеки Локхарт   | Келли Вуд        | Линн Кэмерон    | Дебора Нокс              | Рассел Кейллер           | ЗОИ 2006 (5 место)            |
| 2006—07 | Рона Мартин   | Дебби Нокс      | Клэр Милн        | Линн Кэмерон    | Jacqui Byers             |                          | ЧЕ 2006 (4 место)             |

(скипы выделены полужирным шрифтом)

## Результаты как тренера национальных сборных
| Год  | Турнир                                                  | Сборная                      | Место |
| ---- | ------------------------------------------------------- | ---------------------------- | ----- |
| 2009 | Зимний европейский юношеский Олимпийский фестиваль 2009 | Великобритания (юниоры жен.) | 1     |
| 2012 | Чемпионат мира по кёрлингу среди юниоров 2012           | Шотландия (юниоры жен.)      | 1     |
| 2013 | Чемпионат мира по кёрлингу среди юниоров 2013           | Шотландия (юниоры жен.)      | 2     |
| 2013 | Зимняя Универсиада 2013                                 | Великобритания (женщины)     | 4     |